# Metiochodes platycephalus
Metiochodes platycephalus är en insektsart som beskrevs av Lucien Chopard 1940. Metiochodes platycephalus ingår i släktet Metiochodes och familjen syrsor. Inga underarter finns listade i Catalogue of Life.